# The Debarted
The Debarted (с англ. — «Бартступники») — тринадцатый эпизод девятнадцатого сезона мультсериала Симпсоны. Премьера эпизода состоялась 2 марта 2008 года.

## Сюжет
Мардж везёт Барта и Лизу в школу на машине Гомера, дети начинают драться, и Мардж пытается остановить драку детей, и в это время она врезается в машину Ханса Молмана.
Позже в школе Барт был шокирован, обнаружив, что его место занял новый ученик по имени Донни, которого недавно выгнали из своей бывшей школы. Донни во многом похож на Барта, но с более острой гранью и большей грацией. Пытаясь подражать Донни, Барт унижает себя. Чувствуя, что его социальный статус среди сверстников падает, Барт дуется.
Тем временем Гомер отвозит свою машину на ремонт. Продавец машин сообщает ему о взятом напрокат автомобиле, напоминающем Cadillac CTS, которым он мог бы пока воспользоваться. Автомобиль, взятый во временное пользование, значительно лучше, чем старый автомобиль Гомера, и он принимает его и начинает везде ездить на нем.
На следующий день, чтобы доказать Донни, что он главный хулиган в школе, Барт разыгрывает директора Скиннера, используя магниты и металлические подошвы в обуви Скиннера. Находясь на школьной сцене, магниты заставляют Скиннера непроизвольно и неконтролируемо танцевать, и в конечном итоге его выкидывают за пределы школы в контейнер, заполненный старыми «гадкими» вещами. Барт вновь обретает уважение и восхищение своих сверстников, но когда Скиннер пытается найти виновного, Донни берет на себя вину за шалость Барта, заставляя Барта принять его как друга.
Однако, когда Скиннер ведёт Донни в свой кабинет, выясняется, что Донни на самом деле является информатором, нанятым директором Скиннером и суперинтендантом Чалмерсом, чтобы отстранить Барта от учёбы надолго.
Не подозревая о другой стороне новичка, Барт приглашает Донни в свою группу вместе с Нельсоном Манцем и Милхаусом Ван Хутеном, и они замышляют школьные розыгрыши. Чтобы обозначить вступление Донни в группу, Барт награждает его лакричными палочками Голубой Лозы, которые, как он утверждает, продаются только в Европе и сделают язык синим того, кто его пользует, и теперь расширенная группа начинает свою дружбу с обрызгивания Лизы (и друг друга) соком.
Тем временем Гомер берёт Мардж в романтический вечернюю поездку на арендованной машине. Однако, когда продавец звонит Гомеру и сообщает ему, что его старая машина восстановлена, Гомер не хочет отказаться от своей роскошной машины.
В школе Барт недоумевает, когда Скиннер постоянно предвосхищает и мешает его шалостям. Садовник Вилли сообщает Барту, что среди них есть стукач… Барт ошибочно подозревает Милхауса, не замечая очевидной нервозности Донни. С помощью Нельсона и Донни Барт заключает Милхауса в шкафчик, который Клетус впоследствии принимает за пристройку. Когда Милхаус отстранен, Барт планирует последнюю шутку над Скиннером, включая заброс его дома страусиными яйцами.
На следующий день, помогая Скиннеру повесить плакат «Спрингфилдская начальная школа: 14 Дней без шалостей», Барт замечает, что язык Скиннера посинел. Барт выясняет, что стукач — Донни, который дал Скиннеру «Голубые лозы».
Проезжая мимо автосалона с Лизой, Гомер видит, как продавец продает его машину за 99 долларов. Гомер понимает, что его машина похожа на его ребенка, и яростно врывается в сцену, чтобы забрать ее, бросая арендованную машину и почти оставляя Лизу, которую он по ошибке называет Мэгги, позади.
В полночь Барт, Нельсон и Донни идут к школьному складу, куда их впускает Вилли. Донни спрашивает, почему было необходимо изменение планов, и Барт тут же осуждает нервного Донни, когда крыса и Нельсон хватает его. Донни умоляет Барта, объясняя, как Скиннер и Чалмерс забрали его из приюта в Шелбивилле. Тронутый, но равнодушный, Барт все еще планирует разместить его в офисе Скиннера, где он и Нельсон будут смешивать диетическую колу и ментоса, коих у них огромное количество. Их прерывает прибытие суперинтенданта Чалмерса, директора Скиннера (с видеокамерой) и Вилли, который настучал на Барта в обмен на то, что он никогда не сможет дать ему: аттестат начальной школы.
После того, как Нельсон убегает, Чалмерс говорит Барту, что его отправят в самый суровый центр содержания под стражей для несовершеннолетних, но теперь возможности оправдания теперь так низко, что попытка оправдания и побега с помощью помощника приведет к самому суровому наказанию и изгою в стране. Донни чувствует себя виноватым, поскольку Барт был единственным человеком, который когда-либо заботился о нем. Когда Скиннер уводит Барта, Донни засовывает ящики с Ментосом в диетическую колу, вызывая взрыв шипения. Два мальчика сбегают через крышу, когда Скиннер, Чалмерс и Вилли попадают под взрыв. Барт и Донни пожимают друг другу руки, и Донни уходит, говоря Барту, что он всегда будет помнить их дружбу, и они обещают встретиться друг с другом когда-нибудь в будущем.
Эпизод заканчивается тем, что Ральф оказывается в мусорном баке, когда крыса перебегает через забор, и Ральф весело отмечает, что «крыса символизирует очевидность»…

## Отношение критиков и публики
Эпизод просмотрело 7.86 миллионов зрителей, и он получил девять процентов зрительской доли. Роберт Каннинг из IGN сказал: «Эпизод был очень смешным.» Он также считает, что история с Гомером и машиной была «просто глупой, чтобы оказать нужное влияние на зрителя.» Каннинг дал эпизоду оценку 7.8 из 10 баллов. Позже Джоэл Коэн был номинирован на Энни как «лучший сценарист телевизионного шоу».

## Культурные отсылки
- Эпизод является пародией на фильм Мартина Скорсезе «Отступники»[1].